# Baștino, Kărdjali
Baștino (în bulgară Бащино) este un sat în comuna Kărdjali, regiunea Kărdjali,  Bulgaria. 

## Demografie
Componența etnică a satului Baștino
     Turci (98,31%)
     Nicio identificare (1,68%)
     Altele (0%)
La recensământul din 2011, populația satului Baștino era de 238 locuitori. Din punct de vedere etnic, majoritatea locuitorilor (98,31%) erau turci. Pentru 1,68% din locuitori nu este cunoscută apartenența etnică.